# Паметник на св. св. Кирил и Методий (Балчик)
Паметникът на св. св. Кирил и Методий в Балчик е открит на 24 май 2018 г.

## История
Автор на паметника е скулптура Венцислав Марков, който представя година по-рано пред общинското ръководство проекта. Паметникът е осветен от свещениците Стратия и Тодор и участва в градските чествания по случай 24 май от 2018 г.

## Композиция
Бронзовите фигури са високи 230 см и са изляти от леярната в Карлово. Теглото им е 400 кг. Фигуралната композиция е монтирана на пиедестал. Общата височина надвишава 3 м.